# Samobójstwo Walerego Sławka

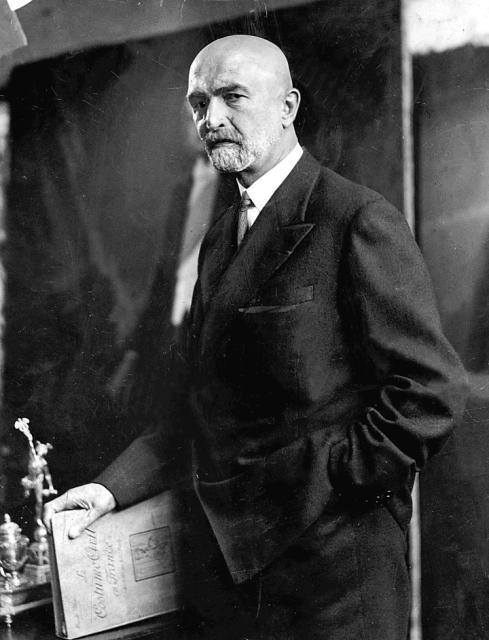
Walery Sławek (1879–1939)

Samobójstwo Walerego Sławka – wydarzenie z 2 kwietnia 1939 r. kiedy to czołowy polityk obozu sanacyjnego, bliski współpracownik Józefa Piłsudskiego, trzykrotny premier II Rzeczypospolitej, jeden z głównych twórców założeń konstytucji kwietniowej, strzelił sobie w usta z pistoletu w swoim warszawskim mieszkaniu.
Sławek nie zginął od razu, próbowano go ratować, ale zmarł następnego dnia rano w szpitalu. W swoim liście pożegnalnym nie ujawnił motywów samobójstwa. Jego przyczyny do dziś pozostają przedmiotem wielu przypuszczeń i domniemywań.

## Sytuacja Sławka po śmierci Piłsudskiego
Sławek przewidywany był przez Józefa Piłsudskiego na stanowisko prezydenta Polski. Zakładał, że po śmierci marszałka, Ignacy Mościcki powinien zrezygnować z urzędu głowy państwa i namaścić go na swego następcę. Tak się jednak nie stało. Mościcki zawarł także nieformalne porozumienie z gen. Edwardem Rydzem-Śmigłym, którego celem było wykluczenie Sławka z obozu rządzącego. W wyniku tego Sławek stopniowo tracił bezpośredni wpływ na bieżącą politykę – 12 października 1935 r. złożył dymisję ze stanowiska szefa rządu, 30 tego samego miesiąca rozwiązał BBWR. Obwiniano go również za niską frekwencję w wyborach parlamentarnych (jedynie 45,9 proc. frekwencji).
Sławek planował zastąpić rozwiązany BBWR strukturą o nazwie Powszechna Organizacja Społeczeństwa. Po rezygnacji ze stanowiska premiera był on jedynie szeregowym posłem, ale posiadał wciąż rozległe wpływy (m.in. to on ułożył listę posłów). Jego pomysł został jednak ostro skrytykowany przez Rydza-Śmigłego, który przekazał mu to w kilkuzdaniowym liście.
24 maja 1936 r. na XIII Zjeździe Związku Legionistów Polskich Sławek przestał być prezesem tej organizacji. Za sprawą Rydza-Śmigłego zastąpił go na tym stanowisku płk Adam Koc. W czerwcu Sławek został prezesem Instytutu Badania Historii Najnowszej im. Józefa Piłsudskiego. Nominacja ta miała charakter wyłącznie honorowy, dzięki niej planowano odseparowanie go od życia politycznego.
11 listopada 1936 r. Edward Rydz-Śmigły został awansowany przez prezydenta Mościckiego na marszałka Polski. Zarówno sam Sławek, jak i niemal cała „grupa pułkowników” przyjęła to z niesmakiem. Były premier nie wszedł także w skład Obozu Zjednoczenia Narodowego, który uważał za twór dążący do totalitaryzmu.

22 czerwca 1938 r., tuż po śmierci Stanisława Cara, Sławek został marszałkiem Sejmu, głosowało na niego wielu sanacyjnych posłów, którzy chcieli w ten sposób wyrazić swój sprzeciw wobec sposobu traktowania go przez Rydza-Śmigłego i Mościckiego. Izba została jednak rozwiązana przez prezydenta 18 września. W wyborach Sławek stał się obiektem ataków ze strony osób, z którymi niegdyś współpracował. Stanisław Giza, pracownik naukowy Instytutu Józefa Piłsudskiego wspominał: 

Mieszkając w śródmieściu Warszawy znajdowałem przed wyborami w swojej skrzynce pocztowej ulotki, zawierające tylko jedno zdanie: „Nie głosuj na Sławka”.

 Sławkowi nie udało się zdobyć mandatu poselskiego.

## Samobójstwo

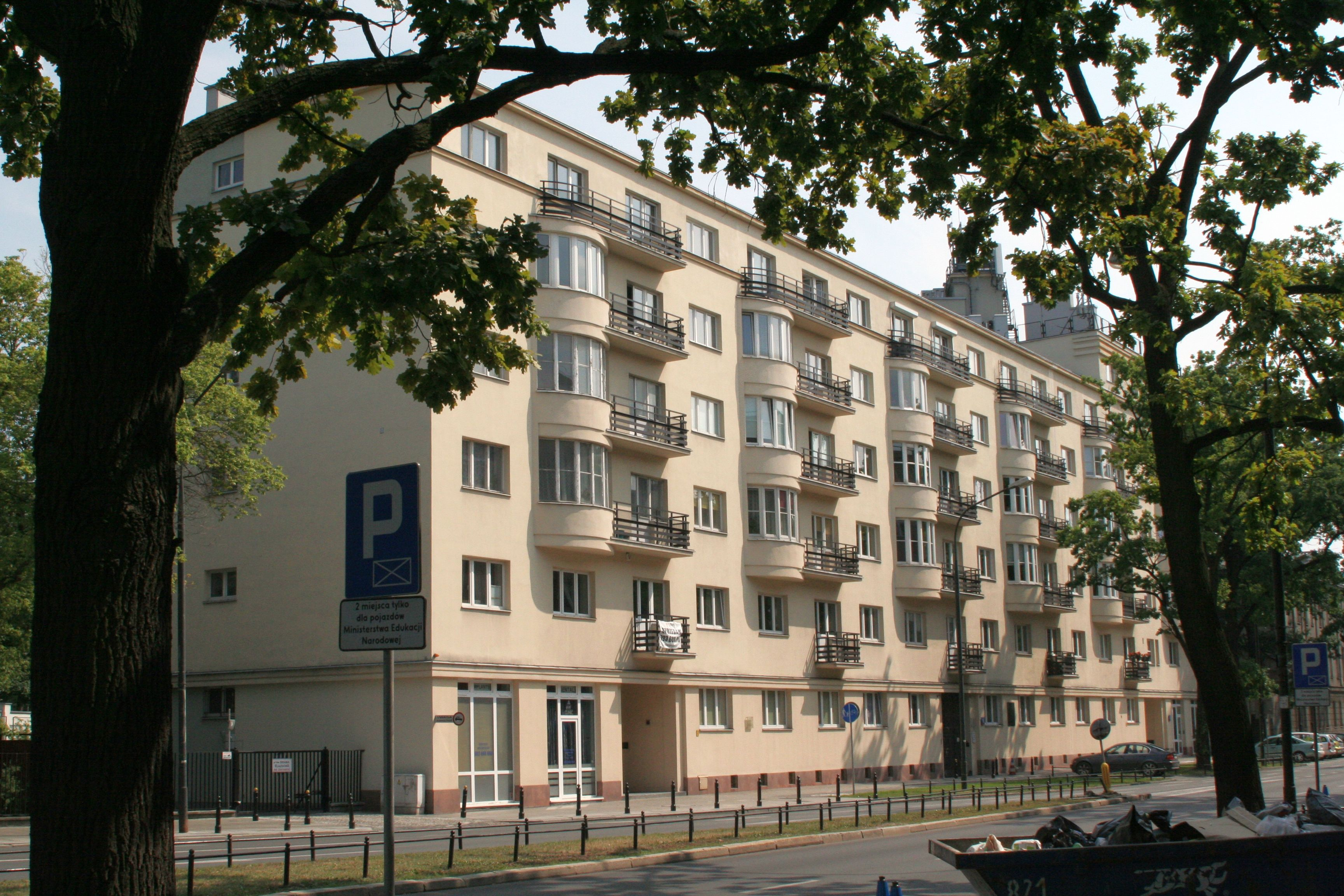
Kamienica Spółdzielni „Proporzec” przy al. Szucha 16, w której Walery Sławek mieszkał i popełnił samobójstwo

W niedzielę 2 kwietnia 1939 r. o 20:45 (godzina śmierci Piłsudskiego) strzelił sobie w usta w swym warszawskim mieszkaniu przy al. Jana Chrystiana Szucha 16. Sławek próbował odebrać sobie życie ze starego pistoletu Browning, którego używał jeszcze podczas swej działalności w PPS. Janusz Jędrzejewicz, przyjaciel samobójcy, pisał o tej broni: 

Niejednokrotnie widziałem ten stary browning, zawsze starannie utrzymany, dokładnie naoliwiony (...). Trzymałem go w rękach z pewnym wzruszeniem, jak się trzyma zasłużone, a już niepotrzebne narzędzie śmierci, z którego ostatnia kula wypełniła już swoje przeznaczenie. Czyż wówczas mogłem przypuszczać, że właśnie z tej starej zasłużonej broni ostatni pocisk swego przeznaczenia jeszcze się nie doczekał?

 Tuż przed próbą samobójczą, Sławek napisał list pożegnalny, w którym informował: 

Odbieram sobie życie. Nikogo proszę nie winić. 2/IV. 1939. W. Sławek.

 Z dopiskiem: 

Spaliłem papiery o charakterze prywatnym, a także wręczone mi w zaufaniu. Jeśli nie wszystkie, to proszę pokrzywdzonych o wybaczenie. Bóg Wszystkowidzący może mi wybaczy moje grzechy i ten ostatni.

Ponadto Sławek pozostawił także list zaadresowany do prezydenta Mościckiego. Jego treść nigdy nie została ujawniona.
Kula nie przebiła jednak czaszki i utkwiła w podniebieniu niedoszłego samobójcy. Przewieziono go do szpitala wojskowego im. Józefa Piłsudskiego, gdzie trafił do Instytutu Chirurgii Urazowej. Tam stwierdzono, że strzał został oddany z ukosa, a sama broń (pistolet Browning) była stara, co sprawiło, iż kula nie przebiła podniebienia. Pacjent przeszedł transfuzję krwi, po czym poddano go dwugodzinnej operacji. Jego stan chwilowo się poprawił ok. godziny 4 nad ranem 3 kwietnia, ale tego samego dnia o 6:45 Walery Sławek zmarł nie odzyskawszy przytomności.

## Pogrzeb

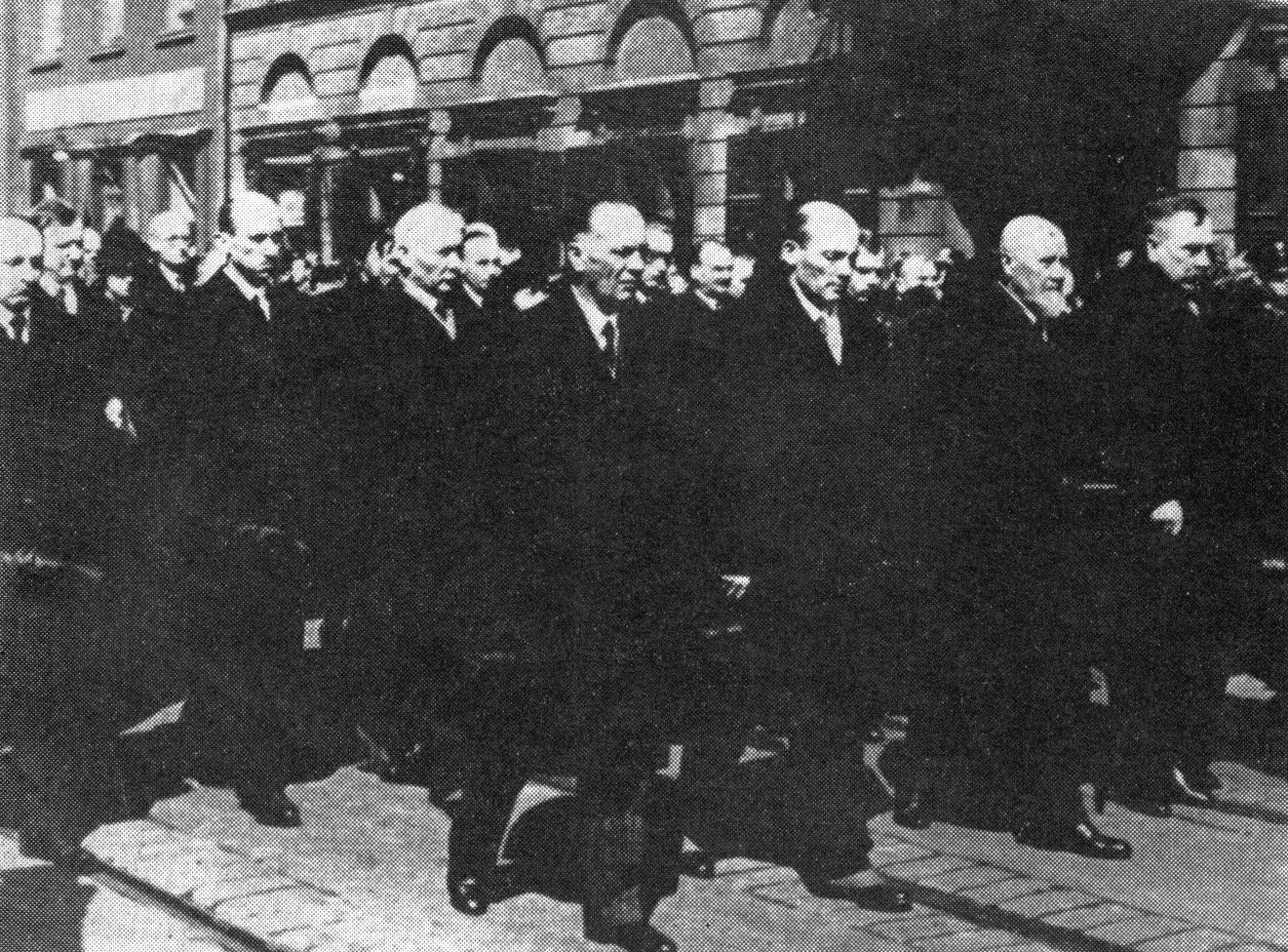
Pogrzeb Sławka. W pierwszym rzędzie m.in. Kazimierz Świtalski, Janusz Jędrzejewicz, Aleksander Prystor i Jędrzej Moraczewski.

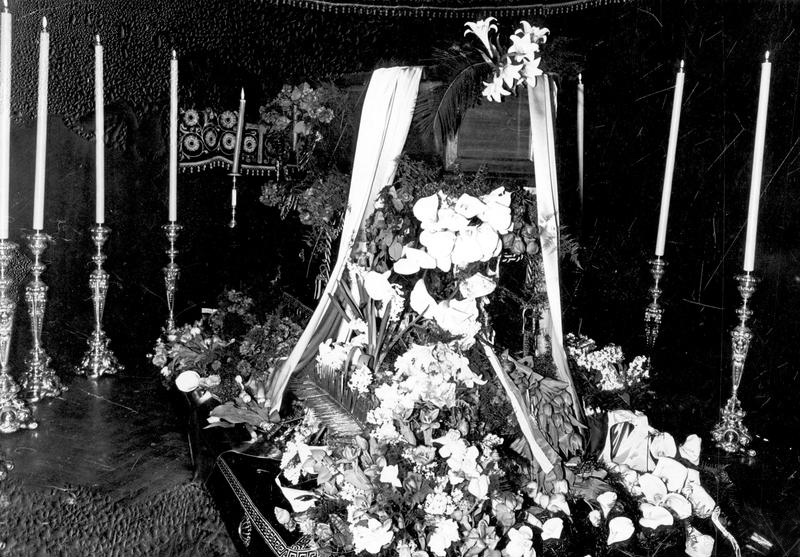
Trumna z ciałem Sławka

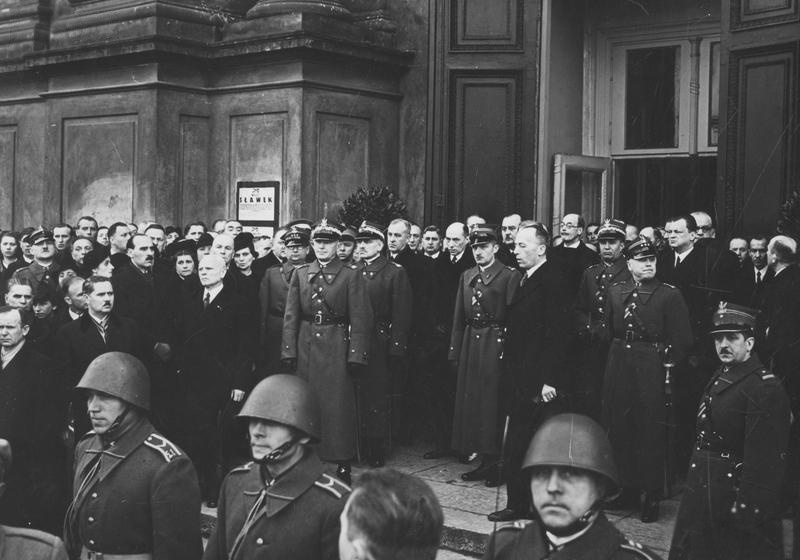
Uczestnicy pogrzebu Sławka – m.in. marszałek Edward Śmigły-Rydz, gen. Tadeusz Kasprzycki i gen. Felicjan Sławoj Składkowski przed drzwiami katedry św. Jana Chrzciciela w Warszawie

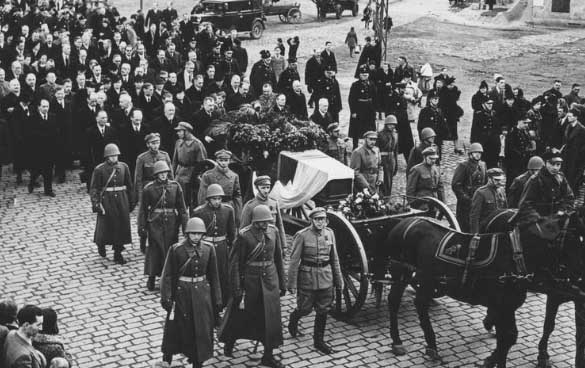
Kondukt pogrzebowy

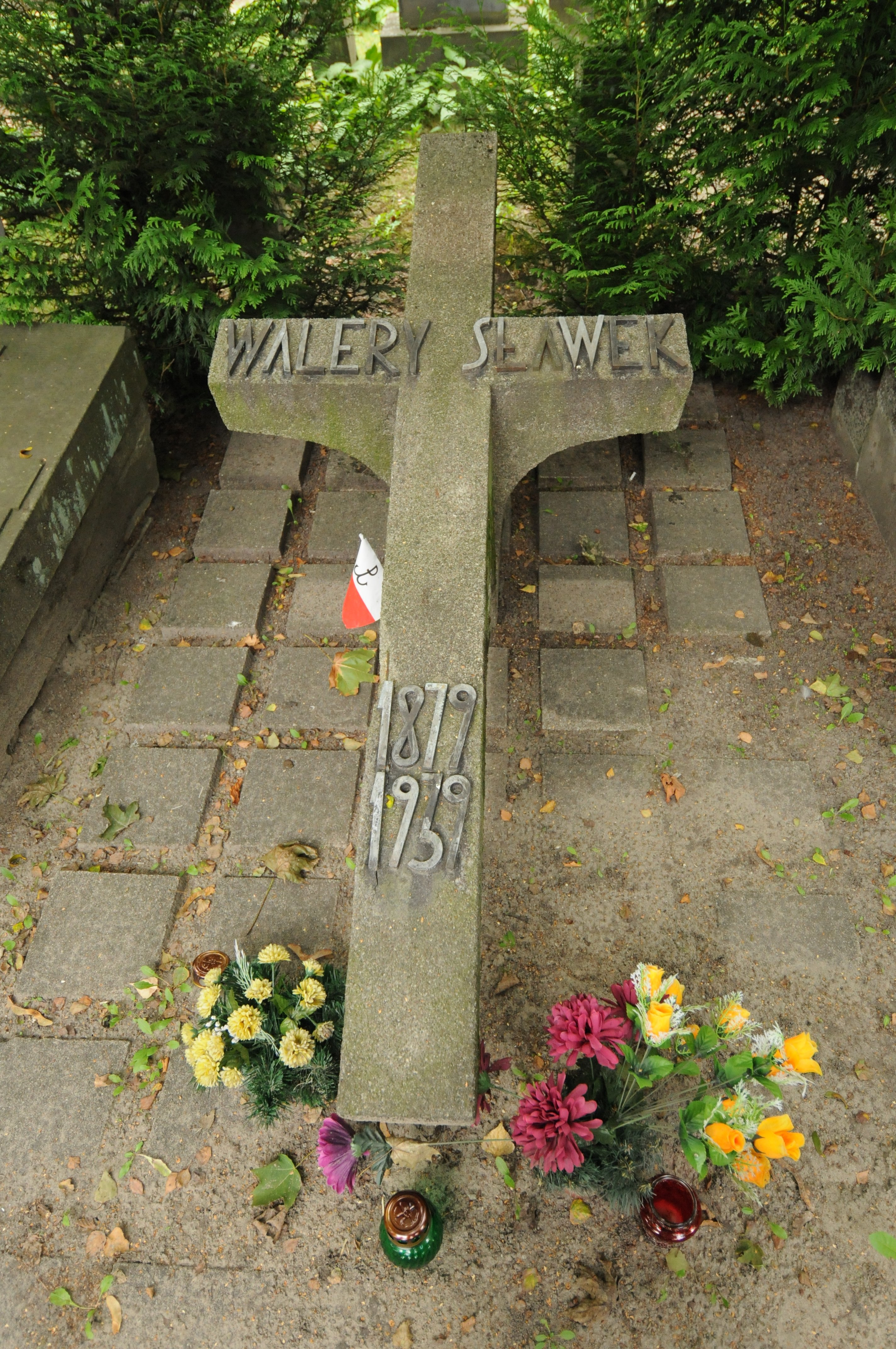
Grób Sławka na Cmentarzu Wojskowym na Powązkach w Warszawie, 2009

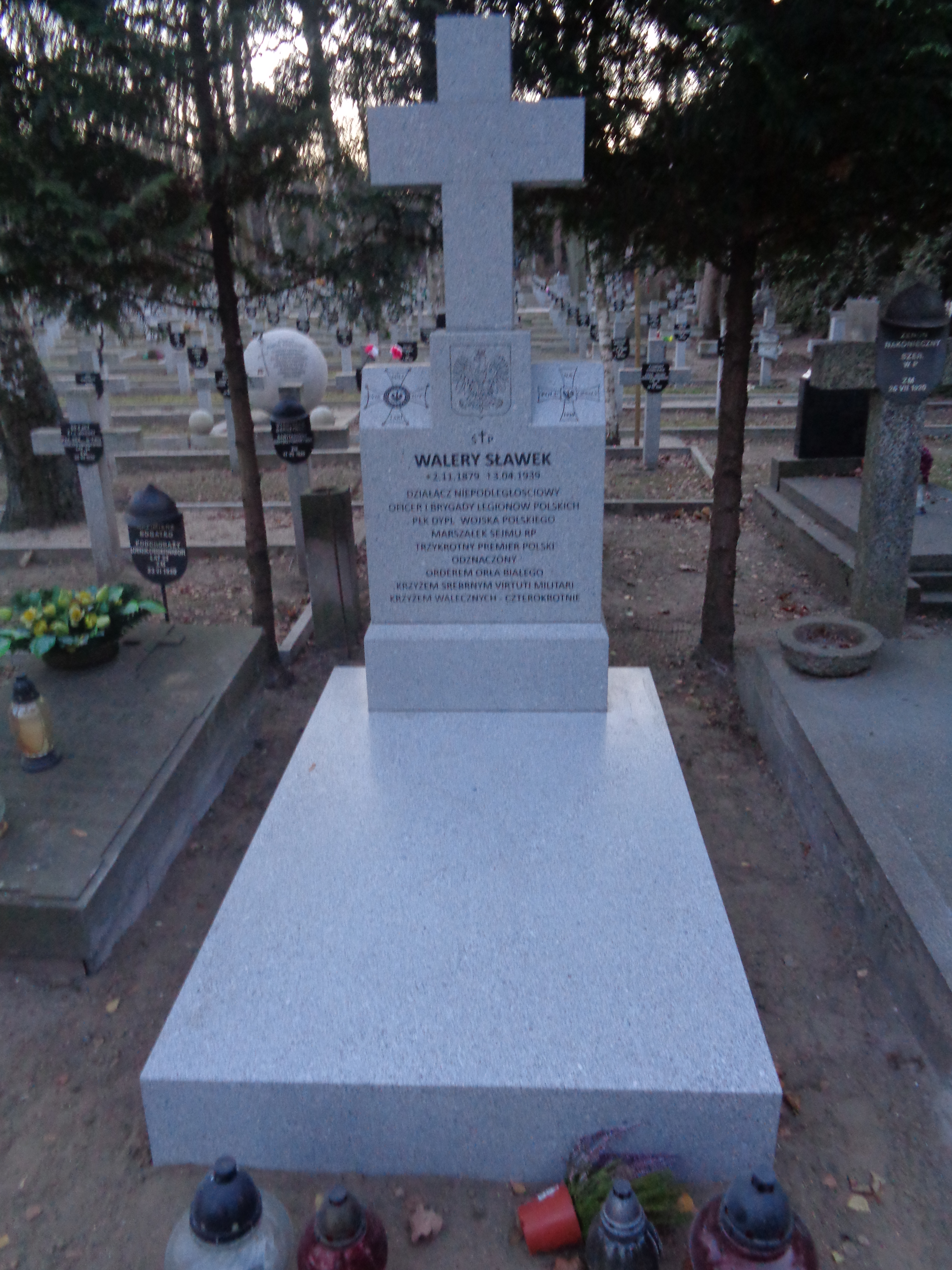
Grób Sławka na Cmentarzu Wojskowym na Powązkach w Warszawie, 2018

Po śmierci ciało Walerego Sławka zostało wystawione w jego mieszkaniu aż do pogrzebu; w tym czasie hołd oddawali mu towarzysze broni, współpracownicy i społeczeństwo. Pogrzeb odbył się 5 kwietnia 1939 w Warszawie. Kondukt żałobny prowadzony przez ks. kan. Popławskiego przeszedł od kościoła garnizonowego przy ul. Długiej ulicami stolicy na Cmentarz Wojskowy na Powązkach, gdzie nastąpił pochówek. W pogrzebie brał udział Edward Rydz-Śmigły, który przybył tuż przed rozpoczęciem nabożeństwa. Gdy trumnę zdejmowano z katafalku, najbliżsi przyjaciele Sławka otoczyli trumnę, nie dopuszczając do niej marszałka Polski, którego obwiniali o śmierć byłego premiera. Na lawetę trumnę przenieśli m.in. Aleksander Prystor, Janusz Jędrzejewicz, Michał Tadeusz Brzęk-Osiński i gen. Lucjan Żeligowski. Pogrzeb Sławka stał się manifestacją piłsudczyków przeciwnych OZN. Na jego trumnie złożono wieńce m.in. z następującymi napisami: Waleremu Sławkowi – przyjaciele z PPS, Przyjacielowi Rodziny – Aleksandra Piłsudska, Ukochanemu chrzestnemu ojcu – Jadwinia Piłsudska.

## Motywy samobójstwa
Zdaniem Andrzeja Garlickiego, główną przyczyną samobójstwa Sławka była jego porażka w wewnątrzsanacyjnej walce o realizację własnych koncepcji politycznych . Podobnego zdania jest Marian Drozdowski, wskazując na jego osobistą klęskę polityczną . Co innego twierdzi Andrzej Micewski, który wskazuje na fakt, że Sławek z walki o władzę dobrowolnie zrezygnował . Stanisław Mackiewicz pisze z kolei, iż Sławek czuł, że zawiódł Piłsudskiego: 

Przyczyny samobójstwa są jasne. Piłsudski zlecił mu, aby został prezydentem, nie umiał tego wykonać (...). Czuł się jak wierny pies, który nie potrafił spełnić swego obowiązku .

 Opinii Mackiewicza zaprzeczyła jednak Aleksandra Piłsudska. Zdaniem Janusza Jędrzejewicza, samobójstwo Sławka miało być demonstracją przeciwko polityce obozu Śmigłego-Rydza, który w opinii byłego premiera niszczył dzieło stworzone przez Józefa Piłsudskiego . Na przełomie 1938 i 1939 Sławek kontaktował się z dawnymi kolegami partyjnymi z PPS, którym skarżył się na złą sytuację w obozie rządowym. Norbert Barlicki opowiadał Ludwikowi Cohnowi: 

Spotkałem, wyobraźcie sobie, Sławka. Zaczepił mnie, mówił, że jest rozgoryczony, wylewał żale pod adresem swoich przyjaciół i mówił o rozdźwiękach w sanacji.

Biograf Sławka, Jerzy Marek Nowakowski, uważa, że samobójstwo zostało spowodowane wieloma, nakładającymi się na siebie czynnikami: 

Załamanie psychiczne wywołane śmiercią Piłsudskiego i spotęgowane przez odsunięcie od władzy chyba nigdy do końca nie ustąpiło. Pogłębiały je szykany ze strony dawnych przyjaciół politycznych, poczucie nie wypełnienia testamentu politycznego Marszałka. Istotne było też odczuwanie współodpowiedzialności za słabość Polski na arenie międzynarodowej i istniejący w kraju układ polityczny.

Leszek Moczulski jest zdania, że pomimo podejrzeń, że samobójstwo Walerego Sławka zostało spowodowane innymi czynnikami, niż powszechnie sądzono, za całą sprawą nie kryje się żadna tajemnica: 

Powodów samobójstwa doszukiwano się różnych. W tej śmierci nie ma jednak żadnej tajemnicy. Po 20 latach niepodległości Polska znalazła się w śmiertelnym niebezpieczeństwie. Sławek znał skalę zagrożenia. Uważał, słusznie przecież, że jego osoba stanowi jedno z głównych źródeł podziału sanacji po śmierci Marszałka. Gdyby teraz podjął czynną działalność i zaczął skupiać zwolenników... – realnie zwiększyłby podziały. Gdyby nie uczynił nic..., pozostałby szczerbą, przeszkadzającą... jedności. Skoro zamknięty był dla niego czyn zbiorowy, zrezygnował – i usunął przeszkodę własnej osoby tak skutecznie, jak to było tylko możliwe. Tajemnica tej śmierci polega jedynie na tym, że nie była samobójstwem. Tylko ofiarą z życia, czymś naturalnym dla żołnierza.

## Wątpliwości
Dariusz Baliszewski zwraca uwagę na, jego zdaniem zagadkowe, okoliczności śmierci Sławka, powątpiewając, czy rzeczywiście było to samobójstwo. Podkreśla fakt, że tuż przed próbą samobójczą były premier spalił w swoim mieszkaniu cały szereg swoich zapisków i urzędowych dokumentów. Baliszewski przytacza także relację żony Feliksa Perla, Teresy Perlowej, która przekazała dr Stanisławowi Gizie, że Sławek planował dokonanie zamachu stanu. Miał on nawiązać kontakt m.in. z Tomaszem Arciszewskim i Kazimierzem Pużakiem, wspólnie planując obalenie rządu Sławoja-Składkowskiego. O sprawie dowiedział się jednak marszałek Śmigły-Rydz, który polecił dowódcy Oddziału II Sztabu Generalnego, płk Józefowi Smoleńskiemu, aresztować Walerego Sławka. Marszałek miał planować oskarżenie go o zdradę stanu i wytoczenie pokazowego procesu. Rzekomo ostrzeżony telefonicznie Sławek popełnił samobójstwo tuż przed aresztowaniem.

Jak przyznał sam Baliszewski, opowieść ta nie jest poparta żadnymi dowodami. Została ona zanegowana także przez samego płk. Smoleńskiego, który pisał m.in.: 

Zmuszony jestem, w interesie prawdy, kategorycznie stwierdzić, że w akcji tej, opartej na «przypuszczeniach» p. Perlowej, nie brałem udziału. Do mojej kompetencji, jako szefa O. II Szt. Gen. należały wyłącznie sprawy zbierania wiadomości o rozwoju sytuacji wojskowej w Niemczech Hitlera, związany z tym kontrwywiad i organizowanie dywersji na tyłach armii niemieckiej. Sprawy charakteru polityki wewnętrznej, dotyczące rozgrywek międzypartyjnych czy personalnych, wchodziły w zakres zadań specjalnych organów prezesa Rady Ministrów i Ministerstwa Spraw Wewnętrznych. O samobójczej śmierci Walerego Sławka dowiedziałem się z prasy.

Smoleński, aby pokazać, o co był posądzany, przytoczył także artykuł z gadzinówki Nowy Kurier Warszawski z nr 284 z 3 grudnia 1940 r. pt. Samobójstwo sumienia Piłsudskiego, w którym można przeczytać, że Sławek został zamordowany, ponieważ opowiadał się za porozumieniem z Niemcami. 

Zapowiadała się błyskawiczna akcja przeciwko Sławkowi. Zdecydowano, że się go zniszczy, jeśli będzie w dalszym ciągu trwał przy zamiarze działania na rzecz bezkrwawego załatwienia sporu z Niemcami, że się uczyni zeń nawet agenta Berlina i hitlerowskiego najemnika (...). Dano Sławkowi do zrozumienia ponownie, aby zaprzestał mieszać się w nieswoje sprawy. Szef oddziału II płk Smoleński oraz jego zastępca płk Banach na kilka dni przed śmiercią Sławka odwiedzili go celem poinformowania, że posiadają możność skompromitowania go. Zażądano także od niego, aby podpisał list hołdowniczy do wodza naczelnego, ale Sławek kategorycznie odmówił. Walerego Sławka nie łatwo było złamać. (...) Ci, co znali Sławka bliżej, szeptali po cichu, że Sławek nie popełnił samobójstwa.

Baliszewski przytoczył jednak również relację posłów Józefa Ostafina i Edwina Wagnera, którzy w marcu 1939 r. mieli brać udział w spotkaniu w podziemiach Banku Gospodarstwa Krajowego w Warszawie. Dowiedzieli się oni tam rzekomo o planach przewrotu, mającego wynieść do władzy (na stanowisko prezydenta) Walerego Sławka. Obaj posłowie mieli donieść o tym kapelanowi prezydenta Mościckiego. To rzekomo doprowadziło do przeprowadzenia rewizji w mieszkaniu byłego premiera i stało się powodem jego samobójstwa. Trzecią przywoływaną przez Baliszewskiego relacją jest opowieść sędziego Ignacego Wielgusa, który podczas rozmowy z gen. Marianem Kukielem i Stanisławem Hallerem miał dowiedzieć się o planach przewrotu, dzięki któremu prezydentem miał zostać Sławek, premierem – Leon Kozłowski, a ministrem spraw wewnętrznych – Kazimierz Pużak. Gen. Kazimierz Sosnkowski miał wówczas przekonywać Sławka o konieczności otrucia Mościckiego i zawarcia porozumienia z Niemcami. Baliszewski zwrócił również uwagę na inne zagadkowe jego zdaniem okoliczności towarzyszące śmierci Sławka: 

Doktor Marek Werner miał wówczas ledwie 9 lat. Mieszkał z rodzicami w alei Szucha 16 na drugim piętrze. Nad nimi mieściło się podobne, czteropokojowe mieszkanie, które zajmował płk Walery Sławek. Tego dnia, 2 kwietnia 1939 roku, wieczorem, już po kolacji, a więc około godz. 21, Werner pakował tornister do szkoły. Jego ojciec, major Symeon Kazimierz Werner, szef wydziału w Departamencie Budownictwa w Ministerstwie Spraw Wojskowych, przebywał w łazience, powoli szykując się do snu. W mieszkaniu nie było słychać żadnego strzału. Tylko nagle z łazienki wybiegł ojciec. Złapał pistolet i pobiegł na górę do mieszkania Sławka. Drzwi do jego mieszkania nr 8 musiały być jednak zamknięte, skoro wezwano na pomoc dozorcę, pana Marczaka. Każde mieszkanie miało dwoje drzwi. Frontowe i kuchenne. Chłopiec nie wiedział, czy Marczakowi udało się otworzyć, czy musieli się włamać. Musiało minąć dobre pół godziny, zanim pojawiła się policja i karetka pogotowia. Pułkownik Sławek jeszcze żył. Miał umrzeć dopiero o 6 nad ranem w Szpitalu Ujazdowskim. Z chłopcem o tym, co się wydarzyło, nikt nie rozmawiał. Kilka miesięcy później ojciec poszedł na wojnę i już z niej nie powrócił. Zmarł w Anglii w 1945 roku. Nikt nie widział, że był jedynym świadkiem dramatycznych zdarzeń w mieszkaniu Walerego Sławka w noc jego śmierci. I dopiero po latach matka powiedziała: – Wiesz, ojciec wrócił wtedy od Sławka po kilku godzinach tak załamany, że nawet nie odkładając na miejsce broni, powiedział do mnie: „Ci legioniści. Oni Polskę wyzwolili, a teraz popatrz, prowadzą ją do zguby”. Do dzisiaj dr Werner nie potrafi zrozumieć, co jego ojciec miał wówczas na myśli i dlaczego – mimo że wszyscy byli przekonani o samobójstwie Walerego Sławka – on wypowiedział w tę noc słowa niezrozumiałego oskarżenia.

Jak przyznaje sam Baliszewski: 

Słabością tych hipotez jest to, że nie dają się zweryfikować w świetle dostępnych dokumentów. Historyk może jedynie odnotować fakt, że trzy niezależne relacje zgodnie przywołują fakt nieznanego spisku, przygotowywanego w pierwszych miesiącach 1939 roku, w który tak czy inaczej wmieszany był Walery Sławek. Co ciekawsze, hipoteza zamachu znajduje dzisiaj zupełnie nieoczekiwane potwierdzenie. Jak wynika bowiem z relacji mecenasa Bolesława Nawrockiego, kolejnej już w tej sprawie, wykonawcy testamentu żony prezydenta Marii Mościckiej – ona sama informowała go o próbie zamachu na Ignacego Mościckiego, dokonanej w pierwszych miesiącach 1939 roku. Według jej wiedzy prezydent był przekonany, że za zamachem tym stał Walery Sławek.